# پویا (گیاه)
پویا (گیاه) (نام علمی: Puya) نام یک سرده از تیره آناناسیان است.